# Palmanova
Palmanova é uma comuna italiana da região do Friuli-Venezia Giulia, província de Udine, com cerca de 5.344 habitantes. Estende-se por uma área de 13 km², tendo uma densidade populacional de 411 hab/km². Faz fronteira com Bagnaria Arsa, Gonars, San Vito al Torre, Santa Maria la Longa, Trivignano Udinese, Visco.  Palma Nova foi construída na viragem do XVI para o século XVII, como um posto fortificado avançado das defesas de Veneza. O seu perímetro é um polígono de nove lados e a sua praça central um hexágono regular (de 85 m de lado). Estas formas estão ligadas através de uma complexa organização de ruas radiais. Seis ruas, de 350 m de comprimento, conduzem do centro até um angulo da muralha, ou em alternativa, para o centro de um dos lados. Para além disso, doze ruas radiais partem do anel interior de três ruas concêntricas. Um conjunto de praças secundárias são formadas nos centros dos quarteirões. São definidos 45 quarteirões, de diferentes dimensões e formas. Os principais edifícios cívicos delimitam a praça central.

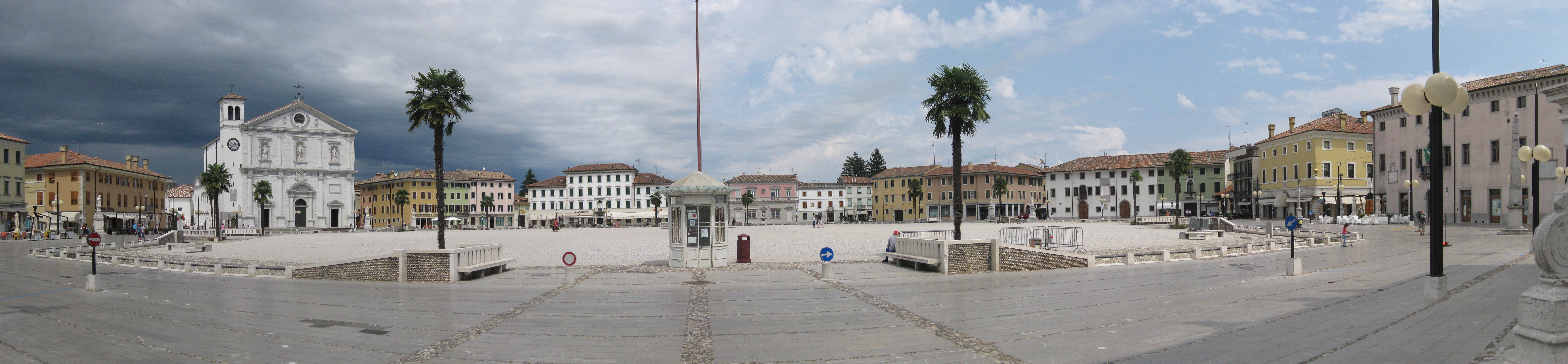
Palmanova Piazza Centrale

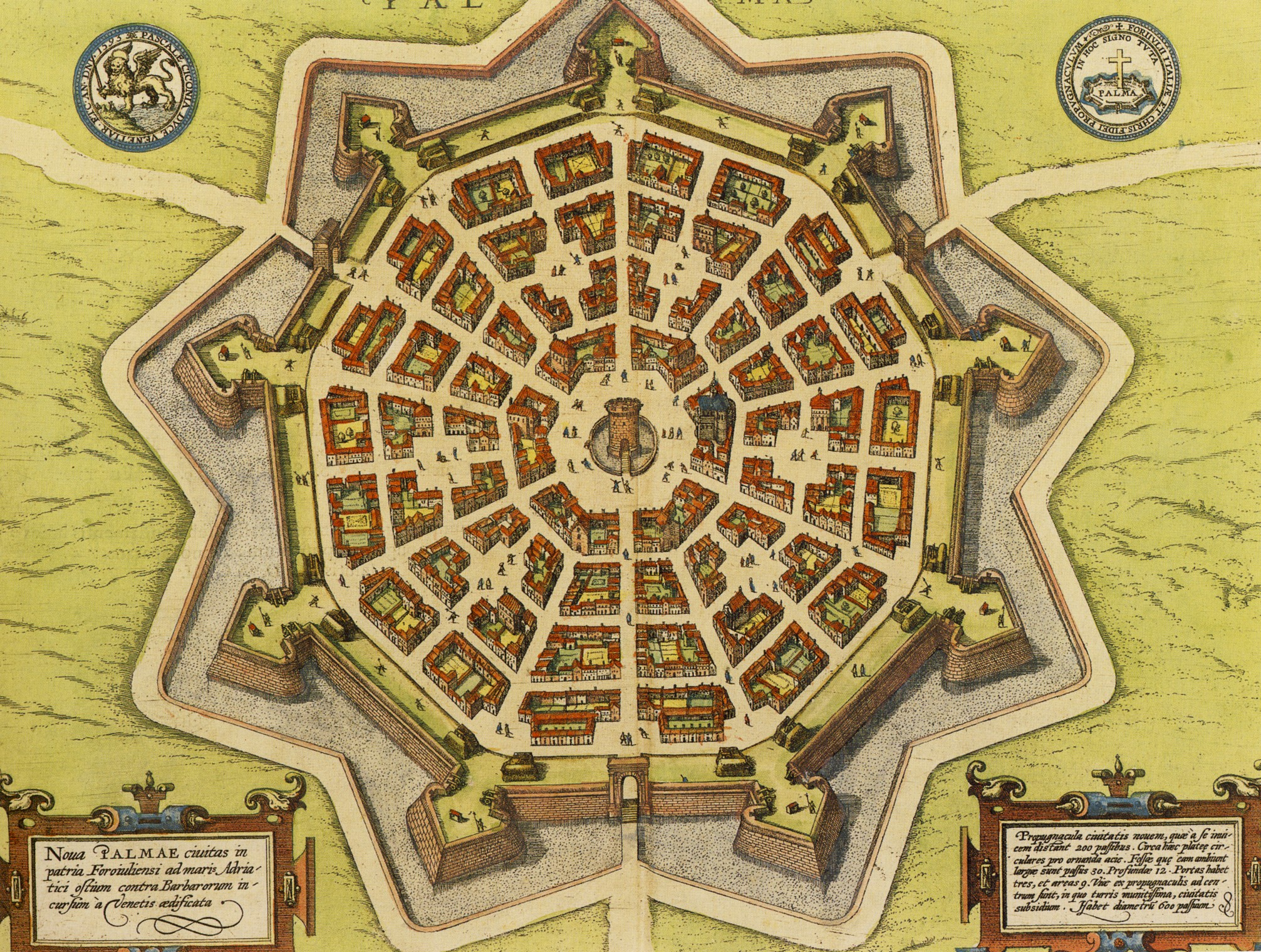
Map 1593

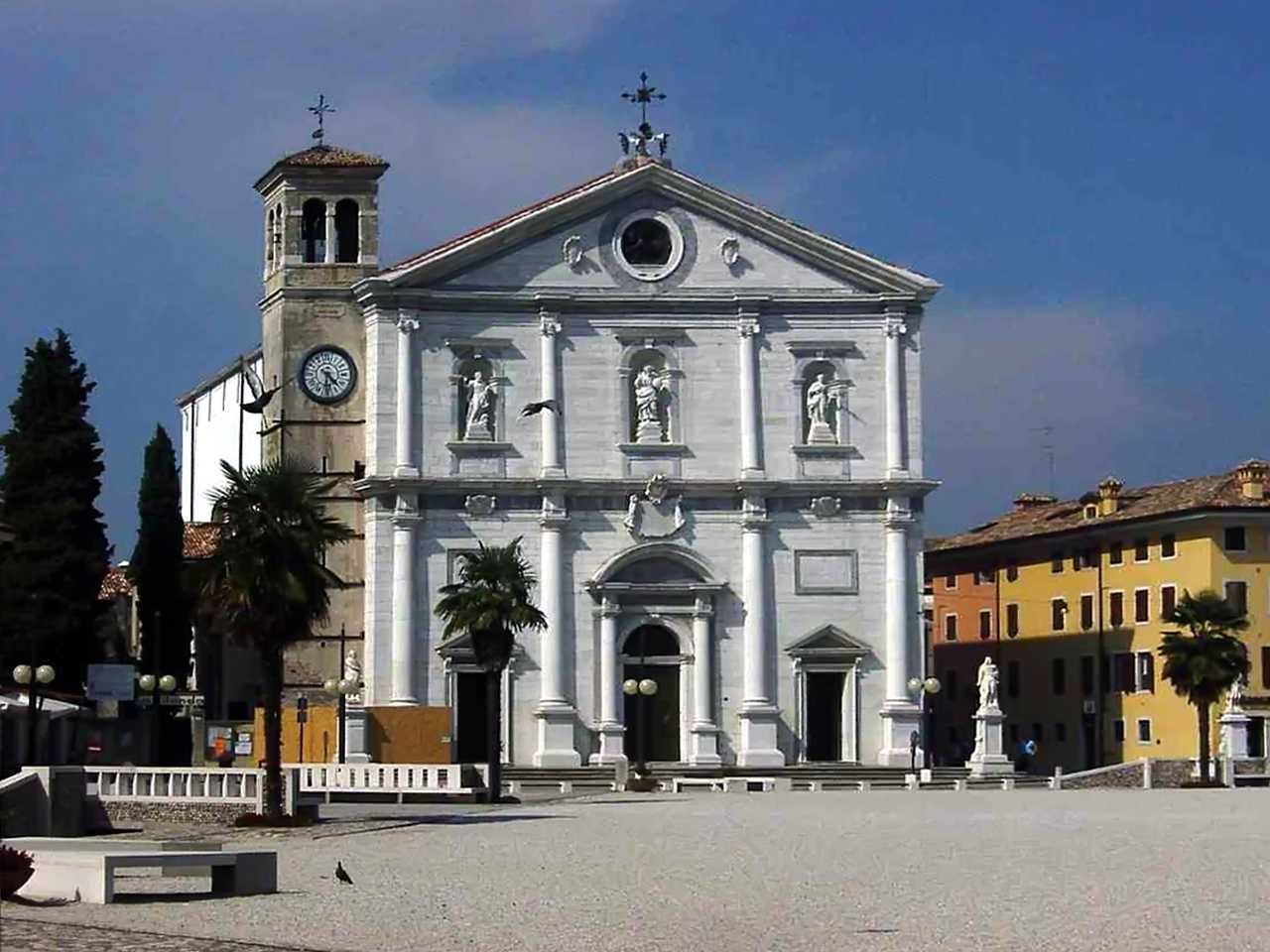
Igreja de Palmanova.

## Demografia
| Variação demográfica do município entre 1861 e 2011                               |
|                                                                                   |
| Fonte: Istituto Nazionale di Statistica (ISTAT) - Elaboração gráfica da Wikipedia |